# Мытник мохнатоцветковый
Мы́тник мохнатоцветко́вый, или Мы́тник шерстистотычи́нковый (лат. Pedicularis dasyantha) — многолетнее травянистое растение; вид рода Мытник (Pedicularis) семейства Заразиховые (Orobanchaceae).

## Ботаническое описание
Многолетние растения. Корень вертикальный, мощный, разветвлённый. Стебли 3-10 (до 15) см высотой, простые, густо опушённые белыми волосками.
Прикорневые листья многочисленные, на длинных, в основании расширенных и волосистых черешках. Пластинки их почти голые, линейные, перисто рассеченные на узкие сегменты. Стеблевые листья очерёдные, на более коротких черешках, кверху уменьшающиеся.
Цветки в густом удлинённом соцветии (кисть с 8-15 (до 25) цветками на коротких цветоножках), паутинисто-мохнатом от опушения прицветников и чашечек, до 8-12 см. Нижние прицветники листовидные, средние — линейные, паутинисто-мохнатые, на верхушке лопастные и почти голые. Чашечка 7-9 мм длиной, колокольчатая, паутинисто-мохнатая, с узкотреугольными, острыми, цельнокрайными зубцами, в 2 раза более короткими, чем трубка. Венчик 17-20 мм длиной, розовый, с прямой, почти равной шлему трубкой. Шлем в верхней части слегка изогнут и снаружи редковолосистый, без носика, под верхушкой с 2 маленькими, направленными вверх зубцами. Нижняя губа почти равна шлему, по краю реснитчатая. Семена белые и пушистые.

## Распространение и местообитание
Растёт в арктических кустарничково-мохово-лишайниковых тундрах, на щебнистых склонах, реже на низкотравных лугах.
В России — Тюменская область, Красноярский край, Полярный Урал, Чукотский АО. Встречается в арктической части Европы. Описан с острова Шпицберген.

## Охранный статус
В России вид входит в Красную книгу Ненецкого автономного округа. Растёт на территории нескольких особо охраняемых природных территорий России.